# Плубаланек
Плубалане́к (фр. Ploubazlanec, брет. Plaeraneg) — коммуна во Франции, находится в регионе Бретань. Департамент — Кот-д’Армор. Входит в состав кантона Пемполь. Округ коммуны — Генган.
Код INSEE коммуны — 22210.

## География
Коммуна расположена приблизительно в 400 км к западу от Парижа, в 130 км северо-западнее Ренна, в 38 км к северо-западу от Сен-Бриё.
Коммуна расположена на берегу залива Сен-Мало.

## Население
Население коммуны на 2016 год составляло 3 129 человек.
| 1962 | 1968 | 1975 | 1982 | 1990 | 1999 | 2008 | 2016 |
| ---- | ---- | ---- | ---- | ---- | ---- | ---- | ---- |
| 3724 | 3500 | 3358 | 3653 | 3725 | 3321 | 3238 | 3129 |

## Администрация
| Период | Период | Фамилия           | Партия       | Примечания |
| ------ | ------ | ----------------- | ------------ | ---------- |
| 1935   | 1989   | Марсель Ле Гиадер |              |            |
| 1989   | 1995   | Жозеф Лек’вьен    |              |            |
| 1995   | 2008   | Ивон Ришар        |              |            |
| 2008   | 2014   | Даниэль Брезеллек | Разные левые | пенсионер  |

## Экономика
Основу экономики составляет рыболовство.
В 2007 году среди 1959 человек в трудоспособном возрасте (15—64 лет) 1270 были экономически активными, 689 — неактивными (показатель активности — 64,8 %, в 1999 году было 59,7 %). Из 1270 активных работали 1157 человек (594 мужчины и 563 женщины), безработных было 113 (47 мужчин и 66 женщин). Среди 689 неактивных 180 человек были учениками или студентами, 350 — пенсионерами, 159 были неактивными по другим причинам.

## Достопримечательности
- Церковь Св. Анны (1906—1908 годы)
- Часовня Перро-Амон (XVIII век). Исторический памятник с 1925 года[3]
- Галерея-мегалит (гробница коридорного типа) Мелю (эпоха неолита). Исторический памятник с 1951 года[4]
- Распятие «Крест Вёв» (1700 год). Исторический памятник с 1930 года[5]
- Монументальный крест около часовни Лансерф (XVIII век). Исторический памятник с 1927 года[6]

## Персоналии
- Сеньобос, Шарль (1854—1942) — французский историк.

## Фотогалерея

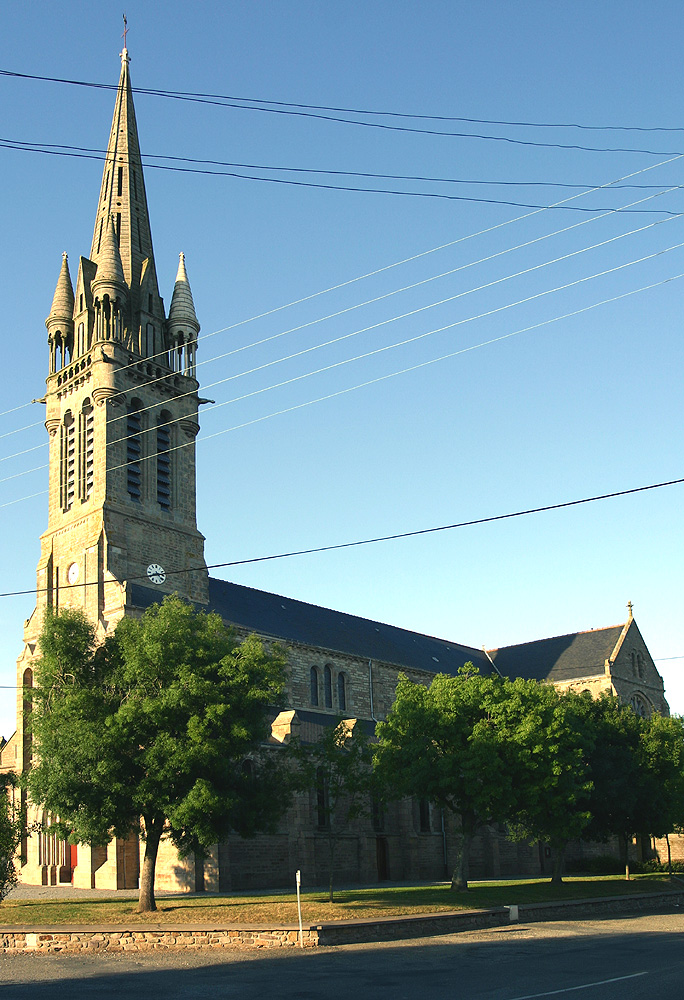
Церковь Св. Анны
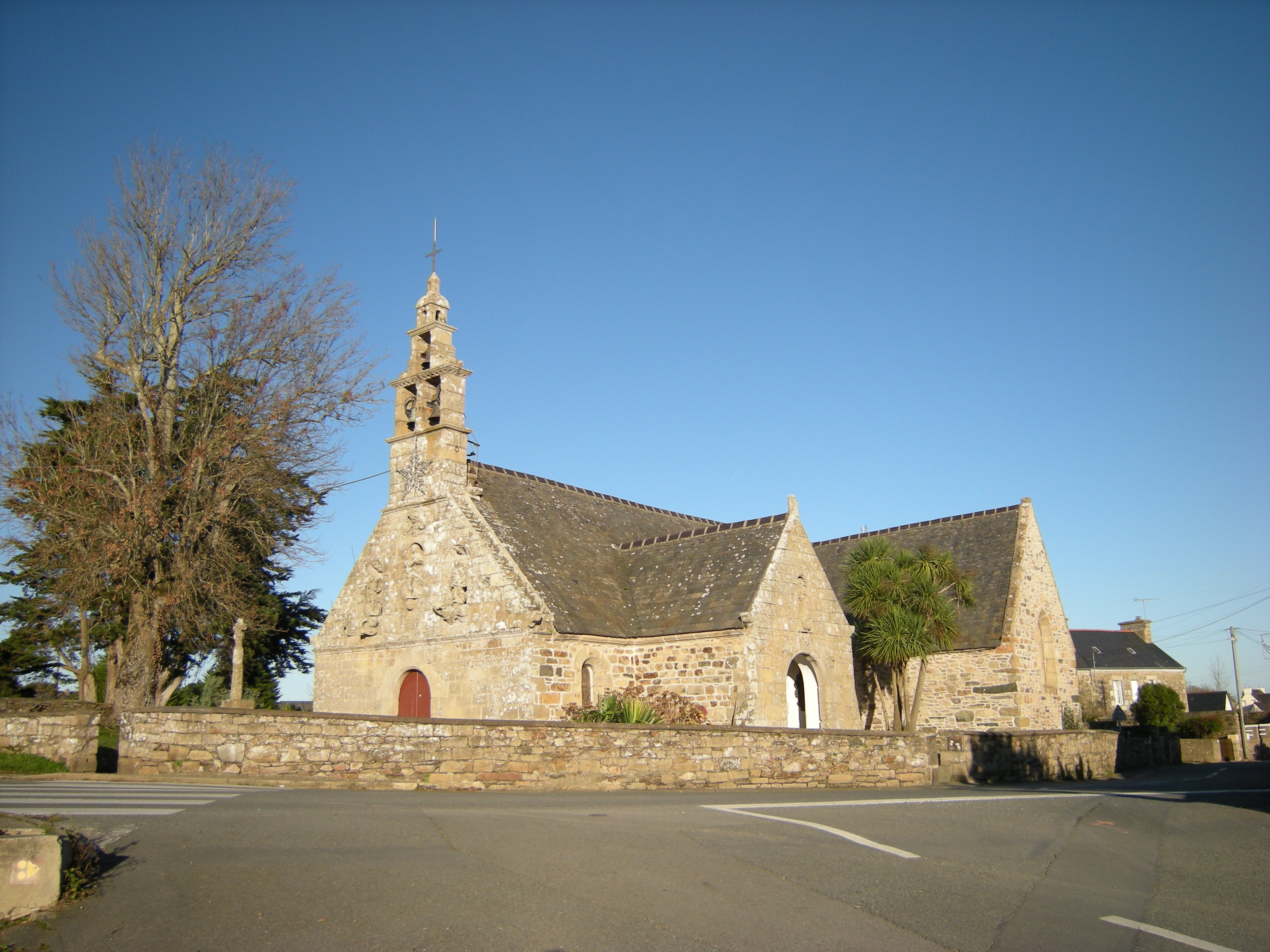
Часовня Перро-Амон
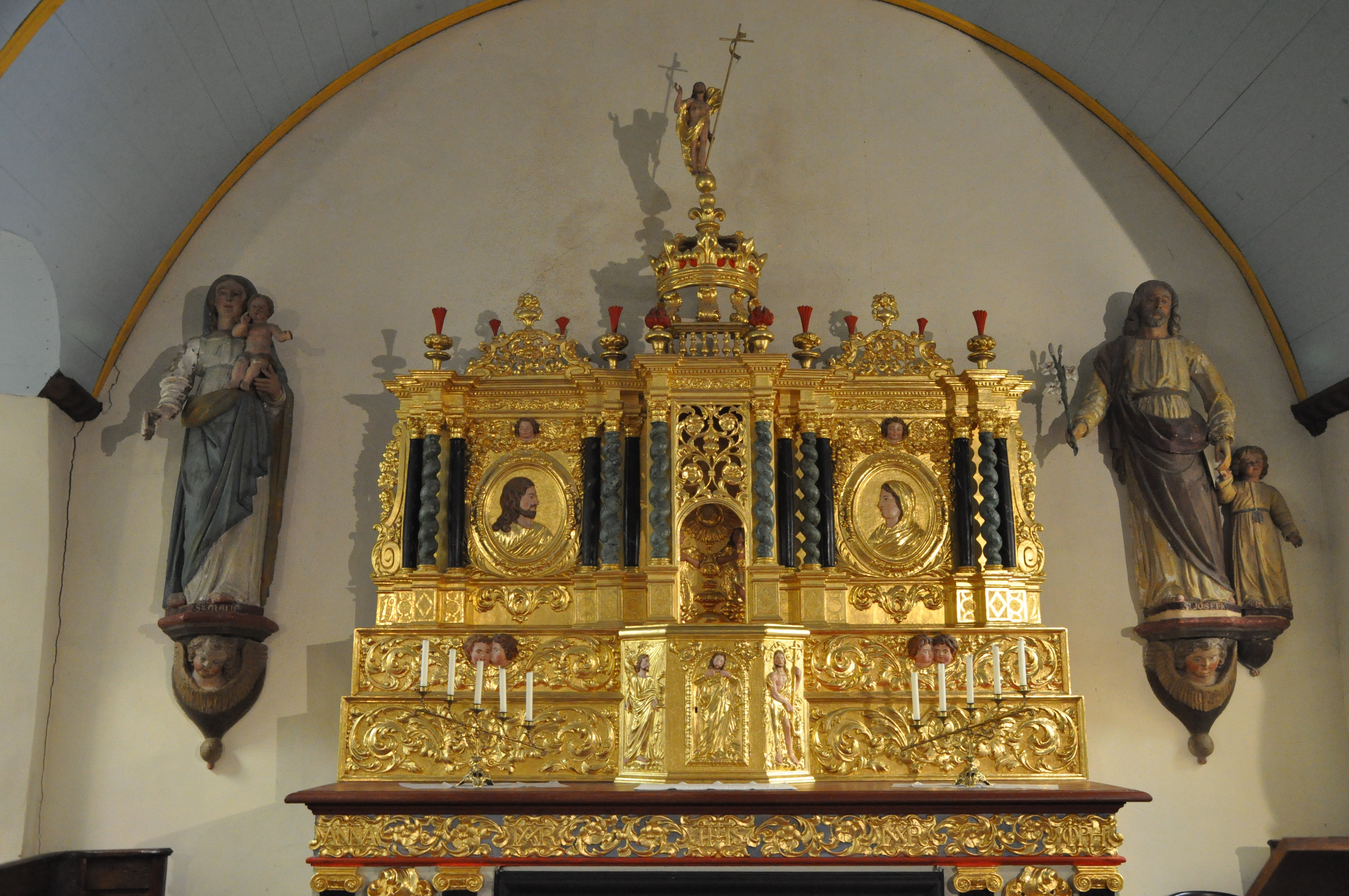
Алтарь часовни Перро-Амон
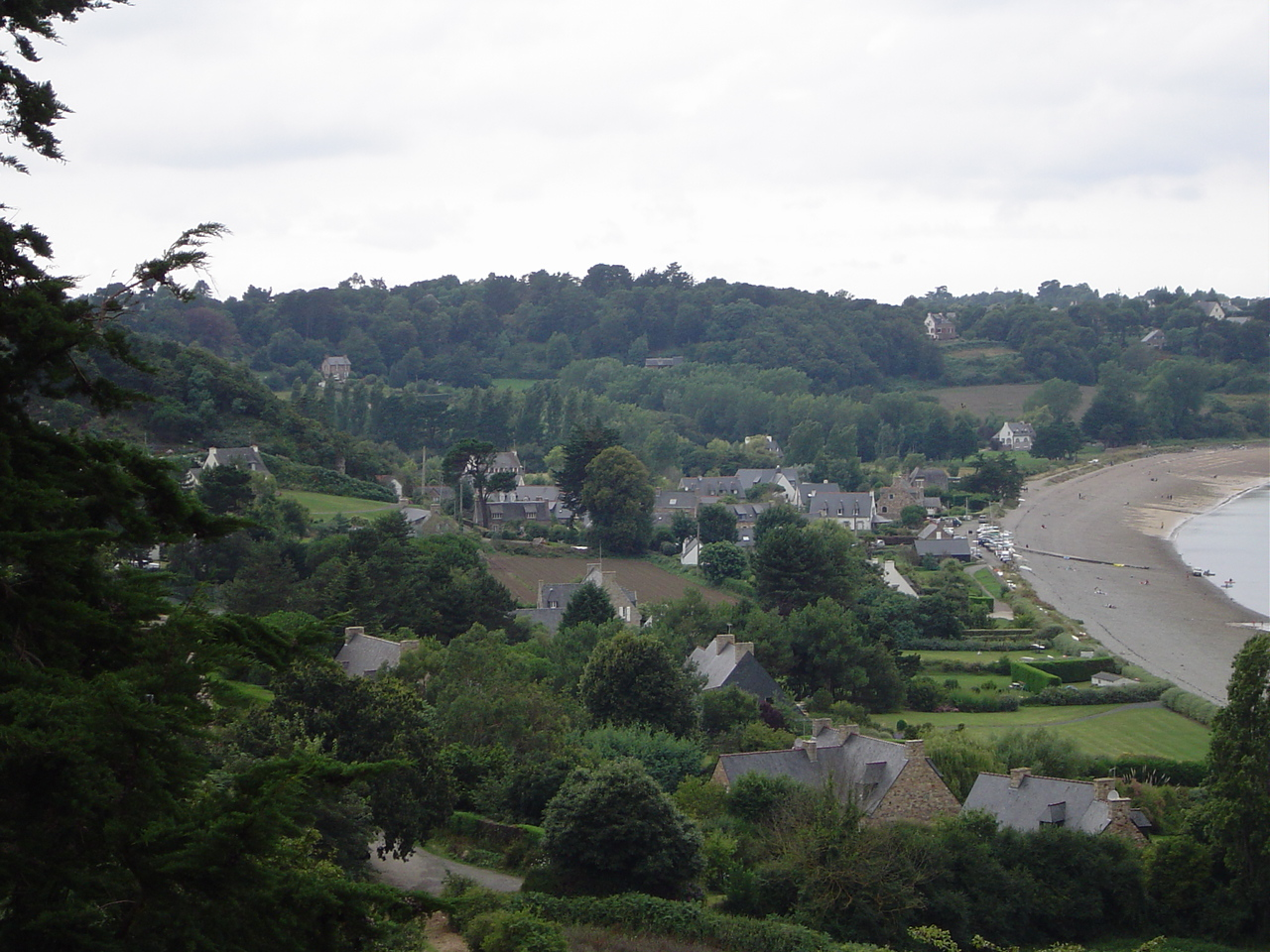
Деревня и залив Лоне
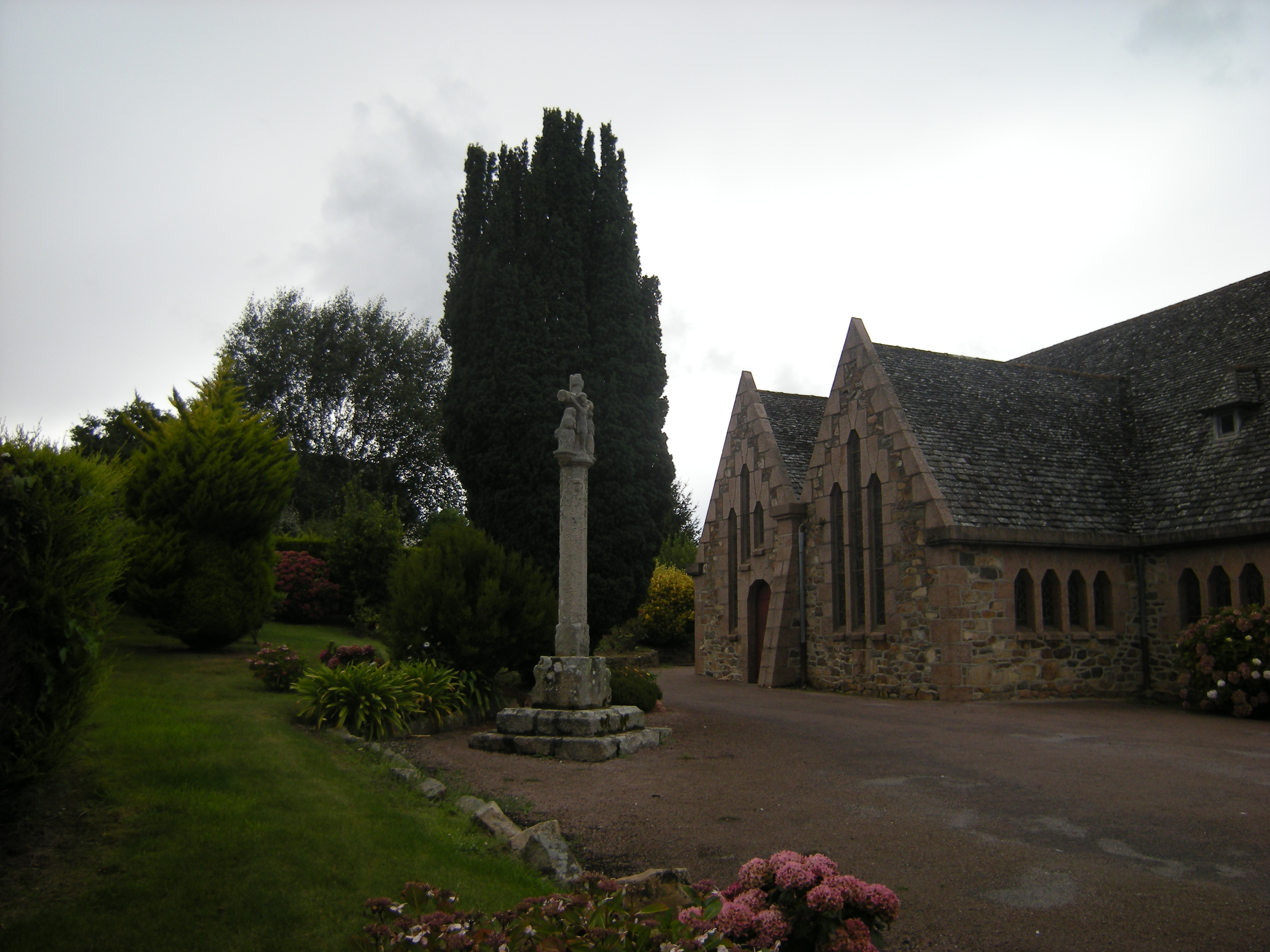
Монументальный крест около часовни Лансерф
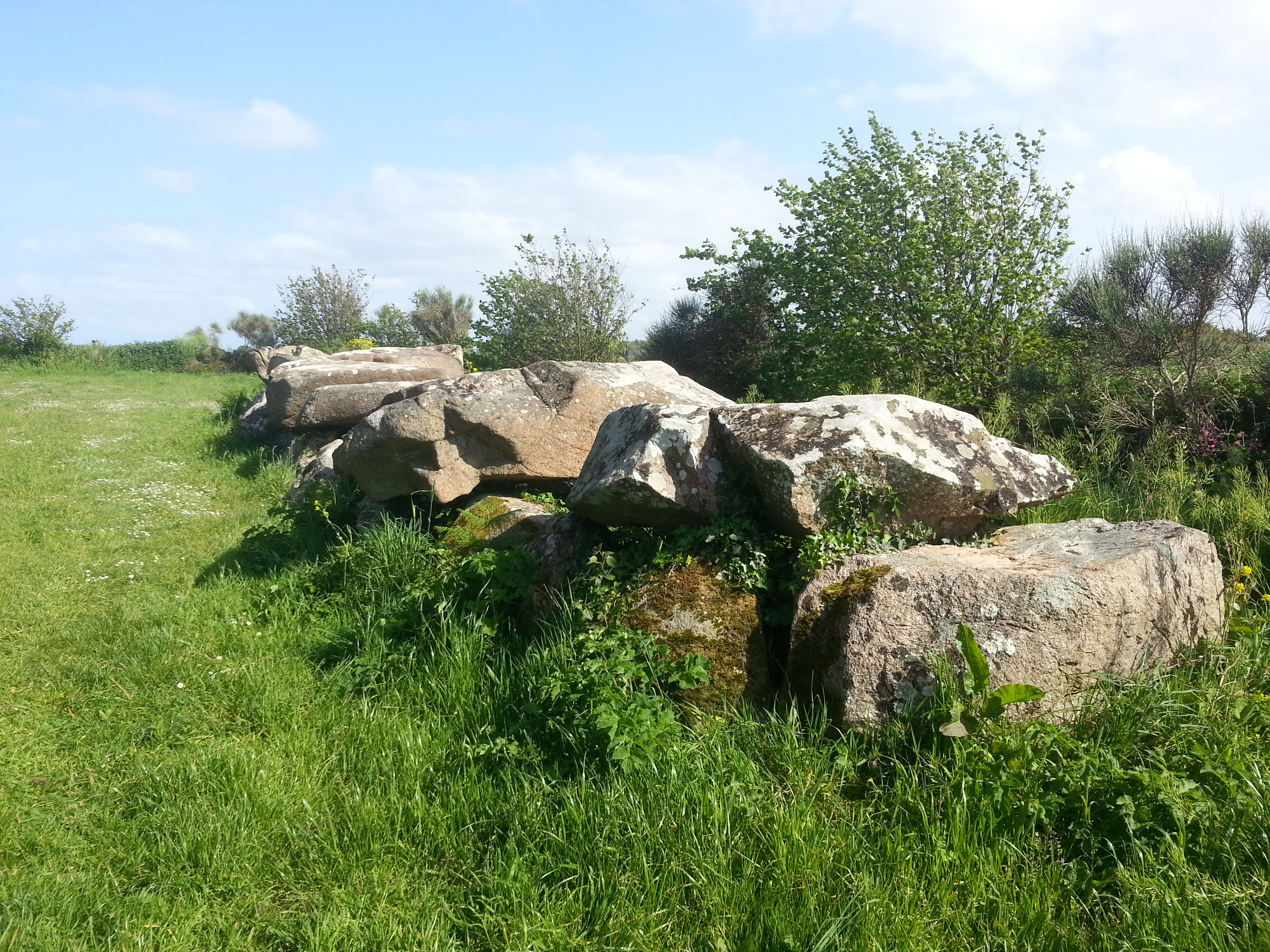
Галерея-мегалит